# Isocapnia aptera
Isocapnia aptera är en bäcksländeart som beskrevs av Zhiltzova 1969. Isocapnia aptera ingår i släktet Isocapnia och familjen småbäcksländor. Inga underarter finns listade i Catalogue of Life.